# Porta Raudusculana
La Porta Raudusculana era una de les portes de la Muralla Serviana, que s'obria entre la Porta Naevia i la Porta Lavernalis a l'antiga Roma.

## Situació
La porta estava situada a la part oriental de l'Aventí, on hi havia un vicus portae Raudusculanae, prop de l'encreuament de l'actual Viale Aventino i Via di Porta S. Paolo. No s'ha trobat cap vestigi d'aquesta porta i la seva existència només es coneix gràcies als autors antics.

## Història
Segons els autors antics, el nom de la porta tindria l'arrel de la paraula raudus que significa «coure» o «bronze». Segons Valeri Màxim, la porta s'anomenava així perquè tenia unes banyes de bronze fixades a la seva façana en memòria del pretor Genuci Cipus, del que s'explica que es va veure reflectit en un rierol portant unes banyes al front mentre passava per aquella porta per dirigir una campanya militar. Aquest prodigi es va interpretar com un signe dels déus que indicava que es convertiria en rei al seu retorn a Roma. Per evitar el desastre d'un retorn a la monarquia, Genuci Cipus es va quedar fora de la ciutat en un exili voluntari. Sembla que l'explicació més probable de l'origen del nom és que la porta estva reforçada amb plaques o frontisses de bronze.